# Овчаров Іван Васильович
Іван Васильович Овчаров (1930 — ?) — український радянський діяч, директор радгоспу імені XXVI з'їзду КПРС Великоновосілківського району Донецької області. Депутат Верховної Ради УРСР 10—11-го скликань.

## Біографія
Освіта вища. Закінчив Ворошиловградський сільськогосподарський інститут.
З 1948 року — агроном, керуючий відділку радгоспу «Степовий» Ясинуватського району Сталінської області.
Член КПРС з 1954 року.
У 1963—1968 роках — керуючий відділку, головний агроном радгоспу «Спартак» Великоновосілківського району Донецької області.
З 1968 року — директор радгоспу «Макбуд» (потім — імені XXVI з'їзду КПРС) Великоновосілківського району Донецької області.

## Нагороди
- ордени
- медалі